# Борисюк, Татьяна Петровна
Татьяна Петровна Борисюк (бел. Таццяна Пятроўна Барысюк, род. 18 октября 1971, Минск) — белорусская поэтесса, критик, литературовед, переводчица и прозаик. Ведущая ряда поэтических и музыкальных вечеров «Татьянин день» и вечера «Мистика чисел» в поэтическом театре «Арт.С». Работает в Центре изучения белорусской культуры, языка и литературы Национальной академии наук Беларуси.

## Биография
Татьяна происходит из творческой семьи и является дочерью белорусского русскоязычного поэта Петра Петровича Борисюка (1938—2001).
Училась в минских школах № 138, 149. С 1986 по 1990 годы училась в Минском педагогическом техникуме № 1. В 1995 году окончила филологический факультет Белорусского государственного университета.
В 2001 году окончила Литературный институт им. Янки Купалы Национальной академии наук Беларуси, где сейчас работает младшим научным сотрудником отдела литературных отношений.
Член Союза белорусских писателей с 2004 года.
Дебютировала как поэт и критик в 1993 году в журнале «Першацвет» (с бел. — «Первоцвет»). Публиковалась в антологии «Агледзіны», альманахах «Панядзелак», «Літаратурны квартал», «Дзень паэзіі-2005», в журналах «Першацвет», «Маладосць», «Крыніца», «Беларуская думка», «Полымя», «Беларусь», газете «Літаратура і мастацтва» и других изданиях.
Автор более 50 критических и литературных публикаций, в том числе обзоров, статей, творческих портретов и докладов на конференциях по современной белорусской поэзии.
Некоторые стихотворения Татьяны Борисюк переведены на русский язык («Моим читателям»; «Почему нашу Русь называют Белою?»; «Советы Лилит»; «Хмурым утром проснувшись» и другие).

## Отзывы
Белорусский критик и литературовед академик Владимир Гниломёдов назвал книгу стихов Татьяны Борисюк «Автопортрет» в десятке лучших книг, изданных в 2002 году.

## Награды
- 2011 г. — 1 место в литературном конкурсе «Песнь вдохновения» в Доме-музее Якуба Коласа (за стихотворение «Тройной сонет о вечной любви»)[8].

### Книги
- Барысюк Т. Аўтапартрэт. — Минск: Тэхнапрынт, 2002. — 180 с. — 500 экз. — ISBN 985-464-240-2.

### Проза
- Спружына жыцця [Абразок] // Чырвоная змена[бел.], 1993, 21 верасня. С. 3.

### В сборниках
- Дванаццаць подзвiгаў пацучыхi Дусi // Нявеста для Базыля: казкі[бел.] / уклад. А. Спрынчан. — Минск: Мастацкая літаратура[бел.], 2017. — С. 37—51. — 214 с. — (Беларуская аўтарская казка). — 1200 экз. — ISBN 978-985-02-1803-2.

### Поэзия (избранное)
- Барысюк, Т. З цыкла «Мацярынства»; З цыкла «Начныя іерогліфы з-пад падушкі»: вершы / Т.Барысюк // Першацвет. — 1998. — № 9. — С. 57-59.
- Барысюк, Т. У бездань сэрца правал небяспечны: Акраліст; Акрасанет / Т.Барысюк // Мінская праўда. — 1999. — 9 кастрычніка. — С. 4.
- Барысюк, Т. Загадкі акравершаў: Акраэлегія; Акрапраклён / Т.Барысюк // Цэнтральная. — 1999. — 5 лістапада. — С. 3.
- Барысюк, Т. Містыка існавання: вершы / Т.Барысюк // Літаратура і мастацтва. — 2001. — 9 лістапада (№ 45). — С. 8.
- Барысюк, Т. Элегія кветак (вянок паўсанетаў); Віхрысты вятрыска…: вершы / Т.Барысюк // Літаратура і мастацтва. — 2003. — 11 красавіка. — С. 13.
- Барысюк, Т. [Фігурныя хоку і танка] / Т.Барысюк // Літаратура і мастацтва. — 2004. — 30 красавіка. — С. 8.
- Барысюк, Т. Модніца (санет); Стыхіі танцаў : вершы / Т.Барысюк // Літаратура і мастацтва. — 2005. — 30 верасня. — С. 8.
- Барысюк, Т. Уратую чароўнасць натхнення: вершы / Т.Барысюк // Маладосць. — 2005. — № 10. — С. 3-5.
- Барысюк, Т. Дзве пародыі [на радкі Сяргея Патаранскага] / Т. Барысюк // Літаратура і мастацтва. — 2005. — 28 кастрычніка. — С. 13.
- Барысюк, Т. Фантомнае каханне; Гэтай ноччу поўня расцвіла…; Калыханка (брахікалан); Тэорыя адноснасці: вершы / Т. Барысюк // Голас Радзімы. — 2006. — 25 мая (№ 21-22). — С. 14.
- Барысюк, Т. Усходнія вершы / Т.Барысюк // Маладосць. — 2007. — № 6. — С. 41-42.
- Барысюк, Т. Трайны санет пра вечнае каханне / Т.Барысюк // Літаратура і мастацтва. — 2003. — 26 верасня. — С. 13.
- Барысюк, Т. [Вершы ў новай цвёрдай форме «залатое сячэнне»] / Т.Барысюк // Літаратурны экватар: альманах. — Вып. 5. — Мінск: Ковчег, 2016. — 360 с. — С. 27-30.
- Барысюк, Т. Лісы ілюзій; Мне не трэба… : вершы / Т.Барысюк // Літаратура і мастацтва. — 2020. — 30 кастрычніка (№ 41). — С. 8.

### Переводы
- На мяжы сну і явы : З польскае паэзіі / прадмова і пераклад Т. Барысюк («У гэтым сьне» В. Варашыльскі, «Сон» Е. Гарасымовіч, «Сон» Я. Івашкевіч, «п’еш усё мацнейшую каву…» Ю. А. Копэць, «віхура дабіралася да вокнаў…» Т. Ружэвіч, «Тэмпэратура» М. Скварніцкі, «Палявыя кветкі» Я. Тамашчык, «Бяссоньне» Т. Сьлівяк) // Паміж. — 2006. — № 5. — С. 106—110. — 0,3 д. а.
- Барысюк, Пётр. (5 вершаў) / пер. з рускай мовы Таццяны Барысюк // Літаратура і мастацтва : газета. — Минск: РВУ «Звязда», 25 октября 2013. — № 42. — С. 6.
- Шчарбакоў, В.І. Паэтычныя радкі пра сябе і сяброў / пер. з рускай Т. П. Барысюк / В.І. Шчарбакоў. — Нікапаль: VIS-press, 2018. — 38 c. — 0,45 д.а.
- Барысюк, Т. Аўтабіяграфія; Пераклады з рускай (Глеб Пудаў), беларускай рускамоўнай (Пётр Барысюк, Аляксандр Паўлоўскі) і ўкраінскай рускамоўнай паэзіі (Віталь Шчарбакоў) / Т.Барысюк // Літаратурны экватар: Альманах. — Мінск: Ковчег, 2018. — 336 с. — С. 9-23. — 0,4 д.а.

### Комментарии к сборникам сочинений
- Танк, Максім. Збор твораў: У 13 т. — Т. 8. Празаічныя творы. Артыкулы. Выступленні. Рэкамендацыі, некралогі / Максім Танк; рэд. тома М. А. Тычына; падрыхтоўка тэкстаў і каментар: Т. П. Барысюк, М. П. Барташэвіч; НАН Беларусі, Ін-т мовы і літ. імя Я.Коласа і Я.Купалы. — Мінск: Беларус. навука, 2009. — 642 с.
- Танк, Максім. Збор твораў: У 13 т. — Т. 11. Пераклады / Максім Танк; рэд.тома Л.Г.Кісялёва; падрыхтоўка тэкстаў і каментар: Т. П. Барысюк, А. А. Данільчык, В. Л. Хацяновіч; НАН Беларусі, Ін-т мовы і літ. імя Я.Коласа і Я.Купалы. — Мінск: Беларус. навука, 2010. — 1026 с.